# Aphanotrigonum cinctellum
Aphanotrigonum cinctellum är en tvåvingeart som först beskrevs av Zetterstedt 1848.  Aphanotrigonum cinctellum ingår i släktet Aphanotrigonum och familjen fritflugor. Arten är reproducerande i Sverige. Inga underarter finns listade i Catalogue of Life.